# Asemosyrphus
Asemosyrphus is een vliegengeslacht uit de familie van de zweefvliegen (Syrphidae).

## Soorten
- A. polygrammus (Loew, 1872)